# Shobhana Chandrakumar
Shobhana Chandrakumar, född 21 mars 1966, indisk filmskådespelerska och dansös (dansformen bharata natyam). Hon kommer från en malayalamfamilj i Kerala. För sin insats i filmen Manichitrathazhu (1994) och för rollen i Mitr: My Friend (2002) har hon fått priset National Award av den indiska regeringen.